# Nəsibə Zeynalova
Nəsibə Cahangir Qizi Zeynalova (ur. 20 kwietnia 1916 w Baku, zm. 10 marca 2004 tamże) – azerska aktorka.

## Życiorys
Jej ojcem był Jahangir Zeynalov, kupiec i aktor teatralny. W marcu 1918 roku rodzina wyjechała do Iranu. Dzięki temu uniknęli śmierci podczas pogromów. Gdy wracali do domu we wrześniu 1918, ojciec zachorował i zmarł. W liceum uczęszczała na kursy tańca. W 1932 roku dołączyła do koła dramatycznego Rzy Tahmasiba. W 1937 roku weszła w skład wędrownej trupy teatralnej, która miała próby w Baku, a od kwietnia do października dawała spektakle w kołchozach i sowchozach. W 1938 roku została zatrudniona w Azərbaycan Dövlət Musiqili Komediya Teatrının (Teatrze Komedii Muzycznej) i z tym teatrem była związana do końca kariery. W tym samym roku rozpoczęła studia w Bakı Teatr Məktəbinə (Szkole Teatralnej w Baku).
Zagrała w 22 filmach i około 70 sztukach teatralnych, a także w wielu programach telewizyjnych. Została zapamiętana z ról w filmach Ogey ana (1958), Bizim Jabish muallim (1969), Gayinana (1978) i Beyin ogurlanmasi (1985).
Zmarła 10 marca 2004 roku i została pochowana w Fəxri Xiyabanda (Alei Honoru).

## Nagrody i odznaczenia
- 1960: tytuł Honorowego Artysty Azerbejdżańskiej SRR[6]
- 1967: Artystka Ludowa Azerbejdżanu[6]
- 1974: Azərbaycan Respublikasının Dövlət Mükafatı (Nagroda Państwowa Republiki Azerbejdżanu)[6]

## Upamiętnienie
- W 1974 roku Rauf Kazimovski nakręcił o Zeynalovej film telewizyjny Aktrisanın təbəssümü (Uśmiech aktorki)[7].
- W 2016 roku zarządzeniem Prezydenta Azerbejdżanu obchodzono uroczyście 100. rocznicę urodzin Zeynalovej[8].